# 727
727 (DCCXXVII) fue un año común comenzado en miércoles del calendario juliano, en vigor en aquella fecha.

## Acontecimientos
- Estalla una revuelta en Grecia contra la política religiosa del emperador León III. Una flota rebelde al mando de Agallianos Kontoskeles se dirige a Constantinopla con Kosmas, un anti-emperador, pero es destruida por la Armada bizantina mediante el uso del fuego griego.
- Sitio de Nicea.
- El papa Gregorio II condena el Iconoclasta en Roma, causando un quiebre entre Italia y el Imperio bizantino.

## Fallecimientos
- 30 de mayo: Huberto de Lieja, santo católico.